# Rueda de carreta (sellos)

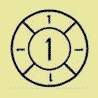

Rueda de carreta es un matasellos denominado así por su parecido a una rueda de carreta o carro, está formado por dos círculos concéntricos y cuatro semirradios que unen los dos círculos. En el espacio de los semirradios, está el número de administración en pequeño repetido cuatro veces y una en el centro, el tamaño de éste es mayor.

## Historia
Por medio de una circular con fecha del 7 de octubre de 1858 las administraciones principales, de cambio y agregadas de primera clase se les dotó de este matasellos, en que aparece el número de demarcación postal, comenzando correlativamente desde el número 1 que se le asigna a Madrid hasta el número 63 que es asignado a San Roque.
Su período de uso es muy amplio, desde el año 1858 hasta finales de siglo XIX, en que se encuentra sobre los sellos de la primera emisión de Alfonso XII.
Generalmente las administraciones importantes disponían de varios matasellos o canceladores, por lo que se pueden apreciar ligeras diferencias entre ellos, mayores cuanto más tiempo llevan en uso.
Su estampación normalmente era en tinta negra, pero también existen en otros colores, rojo, o azul, o verde, esto fue debido a la mezcla de los matasellos con las diferentes tintas.
Existe también unas variedades de rueda de carreta, que son la N.º 9 Alicante, N.º 21 Burgos, N.º 40 Salamanca.